# Coleus forskholii
Coleus forskohli (sinònim (entre molts d'altres): Plectranthus barbatus) és una planta medicinal de la tradició Ayurveda que es considera un component per a cremar el greix del cos. A Espanya es troba dins la llista de plantes de venda regulada.
El seu nom vernacle a l'Índia és en Kikuyu: Maigoya. És una planta tropical perenne relacionada amb les espècies de plantes ornamentals del gènere Coleus. Produeix la substància medicinal anomenada forskolina.

## Ayurveda
En la medicina ayurvèdica les espècies del gènere Coleus s'han usat per al tractament de les malalties cardíaques, convulsions, dolor espasmodic i urinació dolorosa. A Amèrica del Sud s'usa molt i de vegades es confon amb el boldo el qual té propietats similars.

## Química
Una tisana feta de Plectranthus barbatus conté àcid rosmarínic i també flavonoides glucurònids i diterpenoides. Els components químics de Plectranthus barbatus mostren in vitro activitats antioxidants i inhibició de les acetilcolinesterases.